# Fissistigma villosum
Fissistigma villosum là loài thực vật có hoa thuộc họ Na. Loài này được (Ast) Merr. mô tả khoa học đầu tiên năm 1942.